# Carmen Melis
Carmen Melis (Cagliari, 16 août 1885 – Longone al Segrino, 19 décembre 1967) est une soprano et professeur de chant italienne.

## Biographie
Carmen Melis est une élève d'Antonio Cotogni qui a débuté, en 1905, à l'âge de 20 ans, au Théatro Coccia de Novara avec l'opéra Iris de Mascagni. Très vite, elle aborde Madame Butterfly, Tosca et La Bohème.
Sa prédisposition pour les opéras de Puccini éveille l'attention de ce dernier qui lui enseigne personnellement le rôle de Minnie (La Fanciulla del West) qu'elle chantera à Boston en 1911.
En 1913, au Royal Opera House de Covent Garden  elle chante Pagliacci (Paillasse) avec Enrico Caruso et débute à la Scala dans I macigno de Victor de Sabata. Elle est surtout connue comme une spécialiste incontestée du vérisme et rattachée à l'école de chant du début du XXe siècle où elle figure sans conteste parmi les cantatrices les plus intéressantes.
Melis arrête sa carrière sur la scène en 1935 pour se consacrer à l'enseignement. Elle a eu une grande influence sur son élève Renata Tebaldi qui a dit qu'elle lui devait d'avoir appris tout ce qu'elle devait savoir de la scène. Elle fut également le professeur de la soprano Rita Orlandi Malaspina (it).

## Enregistrements
Les enregistrements de Carmen Melis sont très rares. Outre des enregistrements de Tima Club 34 et Rococo 5259 (disponibles aux États-Unis), on trouve cependant :
- Une Tosca de 1929. Opéra complet dirigé par Carlo Sabajno et enregistré à la Scala avec Piero Pauli et Apollo Granforte. Disponible sur CD remasterisé sous la marque VAI AUDIO, 1076-2.
- The Pupil and the Teacher un CD d'arias par Melis et Tebaldi, Russian Fono Enterprise, FONO 1055.